# Aardappelsnuitkever
De aardappelsnuitkever (Cylas formicarius) is een kleine keversoort uit de familie Brentidae.
De wetenschappelijke soortnaam formicarius betekent 'mier', en verwijst naar het mier-achtige uiterlijk van de kever. De dekschilden op het achterlijf zijn zeer donker blauwzwart tot zwart, het borststuk is juist licht oranjerood en de kop is zwart. Met name door de ingesnoerde lichaamsbouw die tailles suggereren, de kleuren, sprieterige poten en het glanzende lichaam doen de gelijkenis met mieren versterken, evenals de lichaamslengte van slechts 5 à 6 millimeter.
De aardappelsnuitkever leeft in warme streken in Azië en Afrika en werd in de Verenigde Staten geïntroduceerd. De soort brengt veel schade toe aan aardappelen; de wortels worden door de larven aangeboord, zodat de planten afsterven. De kever kan bovendien 6 tot 8 generaties per jaar hebben.
De soort heeft zich in Europa nog niet gevestigd.